# 应州 (后唐)
应州，唐末时设置的州。

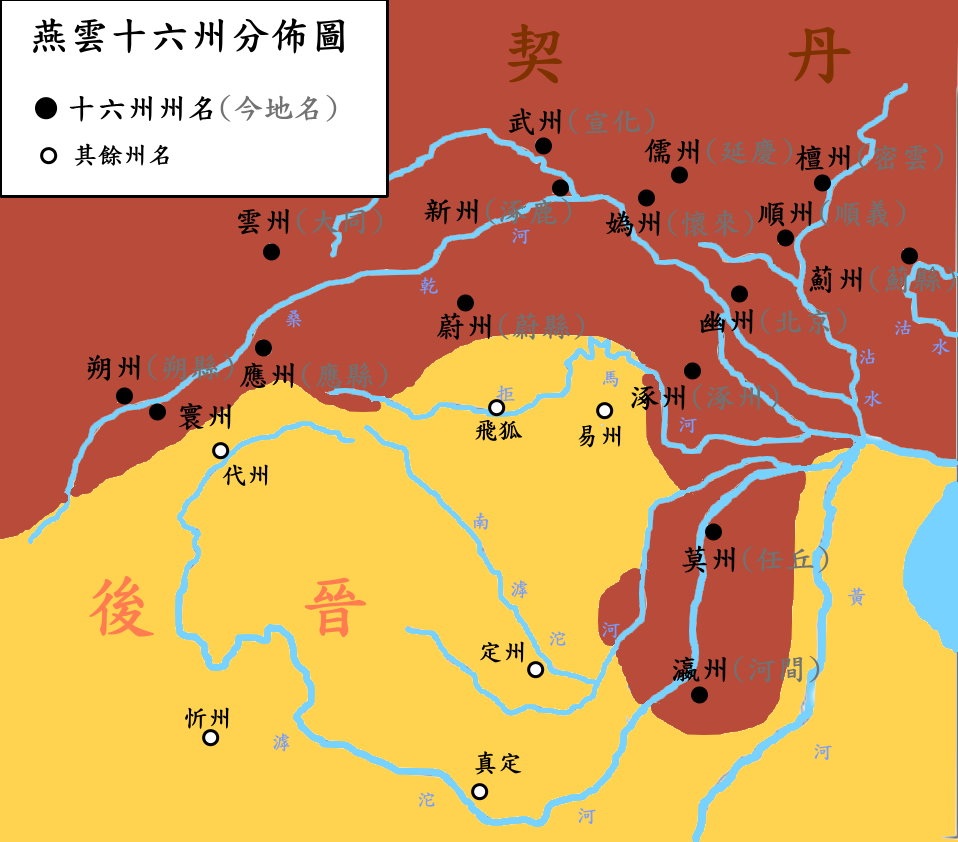
燕雲十六州·应州

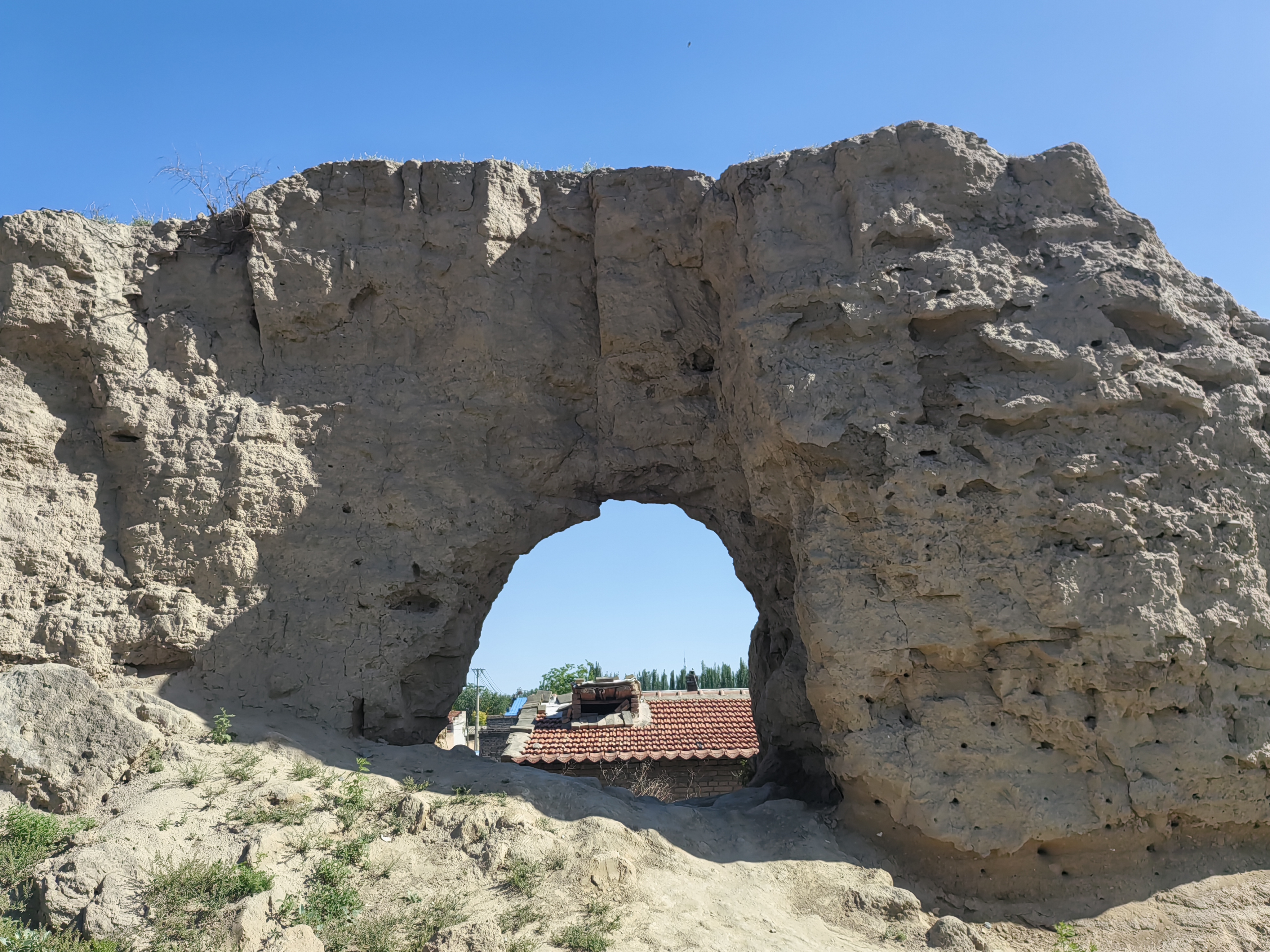
明朝洪武初年縮城後的應州北城牆

唐朝武德中，置金城县，后于乾符年间于金城县置应州。后唐明宗即是应州人。后唐天成元年（926年），升彰国军节度。兴唐军、寰州隶焉。后晋灭后唐后，割地予契丹。辽朝时，彰国军，上，节度，兵事属西京都部署司。下辖三县：金城县、浑源县、河阴县。金朝时属西京路，元朝时属大同路，明朝和清朝皆属大同府。明朝洪武初年，州治金城县省入应州。仅领一县：山阴县。1912年，改为应县。